# Richard Schneider (Ingenieur)

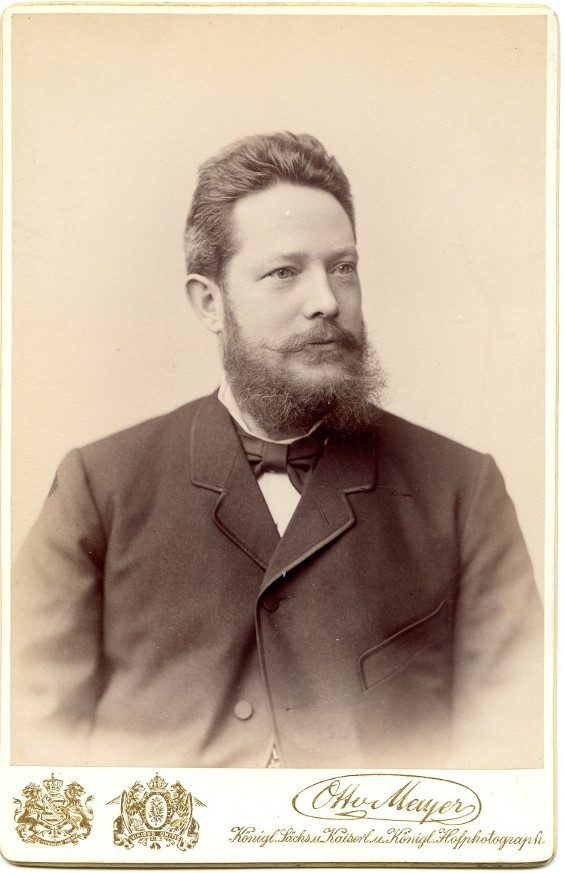
Richard Schneider 1888

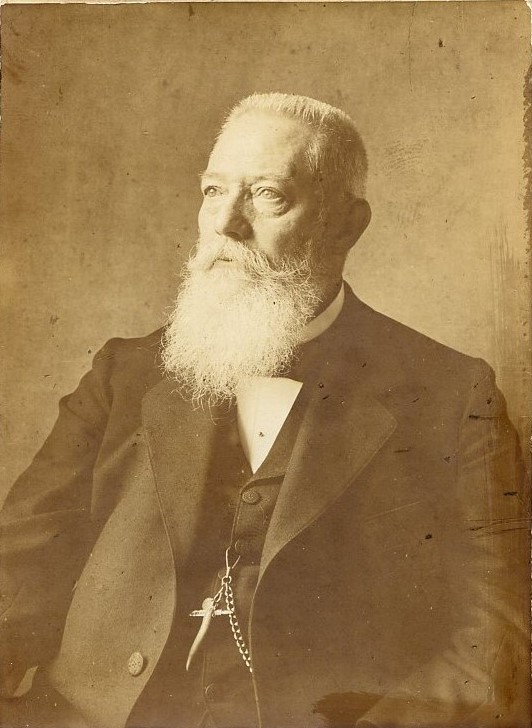
Richard Schneider 1916

Richard Schneider (* 3. Mai 1848 in Braunschweig; † 25. Juli 1929 in München) war ein deutscher Ingenieur für Gasfeuerungsanlagen, der sich vor allem auf dem Gebiet der Feuerbestattung einen Namen machte.

## Leben
Richard Schneider wurde 1848 als Sohn des Professors Johann Bernhard Schneider (1809–1883) und dessen Ehefrau Louise geb. Langenheim (1817–1893) geboren.
Er heiratete in Braunschweig am 3. August 1877 Martha von Voigtländer (1857–1909), eine Tochter des Unternehmers Peter Wilhelm Friedrich von Voigtländer.
Aus der Ehe gingen 7 Kinder hervor, wobei der Erstgeborene vor seinem 3. Geburtstag verstarb.
Richard Schneider wurde Ostern 1854 in der Waisenschule in Braunschweig eingeschult.
Noch im selben Jahr folgte der Vater einen Ruf an das königliche Polytechnikum Dresden. Nach dem Umzug besuchte Richard die Böttcher`sche Schule, ab Herbst 1860 die Kreuzschule, Gymnasium zum Heiligen Kreuz, die er 1867 mit der Maturitätsprüfung in Dresden abschloss.
Von 1867 bis 1871 studierte er an der Königlich Polytechnische Schule. Die Schlussprüfung erfolgte in der Abteilung für mechanische Technik.
Richard Schneider begann seine berufliche Laufbahn 1871 bei der Firma Friedrich Siemens Industrieofenbau und wurde bereits ein Jahr später zum ersten Ingenieur ernannt.
Ab 1885 hat sich der Zivilingenieur Richard Schneider mit einem Büro für Gasfeuerungsanlagen in Dresden, Chemnitz und Stettin selbstständig gemacht.
Sowohl in der Zeit bei Friedrich Siemens als auch in der Selbstständigkeit bereiste er viele Länder Europas und arbeitete an Industrieöfen der Glas-,Metall- und chemischen Industrie.
Richard Schneider spielte eine entscheidende Rolle in der Entwicklung der modernen Feuerbestattungstechnik. Durch seine Arbeit als Chefingenieur unter Friedrich Siemens konnte er das Prinzip des „Regenerativ Ofens“ für die Einäscherungstechnik anpassen, das bei der ersten Verbrennung im Krematorium Gotha 1878 zur Anwendung kam.
Die Weiterentwicklung dieses Verfahrens wird als System Richard Schneider bezeichnet und errang große Bedeutung für viele Krematorien. Zum Beispiel:
- Hamburg Ohldorf 1892[7]
- Berlin Wedding 1912[8]